# Tabanus paganus
Tabanus paganus är en tvåvingeart som beskrevs av Chen 1984. Tabanus paganus ingår i släktet Tabanus och familjen bromsar. Inga underarter finns listade i Catalogue of Life.